# Лайош Фюр
Лайош Фюр (угор. Für Lajos; 21 грудня 1930, Едьхазашрадоц, Угорщина — 22 жовтня 2013, Будапешт, Угорщина) — угорський державний діяч та професійний історик. Міністр оборони Угорщини (1990-1994).

## Біографія
У 1954 закінчив історичний факультет Університету ім. Лайоша Кошута. У 1956 став асистентом професора того ж університету. Активний учасник Угорської революції 1956 року. У 1957 емігрував до Франції, але через кілька місяців повернувся. До 1958 залишався без роботи, потім був бібліотекарем, вантажником і вчителем початкової школи.
Після оголошення загальної амністії 1963:
- 1964-1978 — працював науковим співробітником, начальником управління в Музеї угорського сільського господарства;
- 1971 — захистив кандидатську дисертацію;
- 1980-1987 — Вчений секретар Музею;
- 1983 — захистив докторську дисертацію;
- 1984 — безуспішно намагався влаштуватися на роботу в Університет Дебрецена;
- 1988-1990 — викладач,
- 1990-2000 — Доцент кафедри Середніх віків і Новітньої історії історичного факультету Університету Етвеша Лоранда. Як вчений спеціалізувався на історії Угорщини XIX-XX століть, аграрної історії, історії меншин XIX-XX століть і історичної демографії.

У 1985 знову став учасником зборів дисидентів. У 1987 виступив одним з членів-засновників Угорського демократичного форуму (УДФ). У 1989 був висунутий від УДФ на пост президента. У 1989-1996 — Член Президії, в 1991 віце-президент, до 1991 виконавчий голова УДФ. У 1994-1996 — Його голова.
У 2007 ухвалив рішення про відхід з політики.